# Nicolás Barré
Nicolás Barré (Amiens, 21 de octubre de 1621-París, 31 de mayo de 1686) fue un religioso francés, de la Orden de los Mínimos, fundador de las Hermanas del Niño Jesús y venerado como beato en la Iglesia católica.

## Biografía
Nicolás Barré nació en Amiens, Francia, el 21 de octubre de 1621, en el seno de una familia de comerciantes acomodados que tuvieron cinco hijos siendo él el primogénito. Estudió con los jesuitas, pero a los 19 años entró en la Orden de los Mínimos, fundada por Francisco de Paula. Profesó sus votos en 1641 y fue ordenado sacerdote en 1645. De 1645 a 1655 ejerció los cargos de profesor de teología y de bibliotecario en el convento de la plaza Real en París, (actualmente plaza de los Vosgos). En 1655, por razones de salud, Nicolás Barré fue enviado a Amiens, donde consiguió recuperarse antes de marchar hacia Ruan.
En Ruan, de 1659 a 1675, el religioso trabajó por la educación de los niños pobres junto a algunas chicas jóvenes que se organizan para estar totalmente dispuestas para la misión educativa. A partir de 1662 quedó abierta una escuela en Sotteville-Lès-Rouen, y Barré estableció una primera comunidad, reagrupando a las mujeres que lo habían ayudado con sus tareas iniciales, serán las primeras Hermanas de la Providencia de Rouen.
En 1675 Nicolás Barré regresó a París, donde continuó fundando escuelas populares y de comunidades. Entre sus fundaciones destacan las Hermanas del Niño Jesús de París. Fue consejero de Juan Bautista de La Salle a quien pidió que renunciara a sus bienes y viviera pobre con los maestros de la escuela. Barré murió el 31 de mayo de 1686 en París.

## Culto
El proceso de beatificación de Nicolás Barré inició en 1919. Antes no se había podido iniciar, principalmente a causa de la Revolución francesa, la cual suprimió la Orden de los Mínimos en el territorio francés y los archivos habían permanecido inaccesibles. Los documentos de beatificación fueron publicados en 1970 y la causa fue oficialmente introducida el 5 de abril de 1976 por decreto del papa Pablo VI.
Nicolás Barré fue declarado venerable en 1983 por el papa Juan Pablo II. Una curación, acaecida en diciembre de 1989, fue reconocida como milagrosa en 1997, permitiendo su beatificación. La ceremonia fue celebrada en Roma el 7 de marzo de 1999 por el mismo pontífice. Su festividad fue fijada el 21 de octubre.